# Liste der Kulturgüter in Fully
Die Liste der Kulturgüter in Fully enthält alle Objekte in der Gemeinde Fully im Kanton Wallis, die gemäss der Haager Konvention zum Schutz von Kulturgut bei bewaffneten Konflikten, dem Bundesgesetz vom 20. Juni 2014 über den Schutz der Kulturgüter bei bewaffneten Konflikten sowie der Verordnung vom 29. Oktober 2014 über den Schutz der Kulturgüter bei bewaffneten Konflikten unter Schutz stehen.
Objekte der Kategorie A sind im Gemeindegebiet nicht ausgewiesen, Objekte der Kategorie B sind vollständig in der Liste enthalten, Objekte der Kategorie C fehlen zurzeit (Stand: 1. Januar 2023).

## Kulturgüter
| Foto |                                                                                    | Objekt | Kat. | Typ | Standort                             | Beschreibung |
| ---- | ---------------------------------------------------------------------------------- | --- | ---- | --- | ------------------------------------ | ------------ |
| ja   | Datei hochladen · Wikidata zu Elektrisches Werk (ehemaliges Stanzwerk) (Q29892061) | Elektrizitätswerk (ehemaliges Stanzwerk) / Usine électrique (ancienne usine d’emboutissage) KGS-Nr.: 06747 | B    | G   | Chemin de l'Usine 19 575155 / 110201 |              |
| ja   | Datei hochladen · Wikidata zu Kirche St-Symphorien (Q29892063)                     | Kirche Saint-Symphorien / Église Saint-Symphorien KGS-Nr.: 06748                                           | B    | G   | Rue de l'Eglise 64 574908 / 109688   |              |